# Scalenghe
Scalenghe – miejscowość i gmina we Włoszech, w regionie Piemont, w prowincji Turyn.
Według danych na rok 2004 gminę zamieszkiwały 3072 osoby, 99,1 os./km².